# Vinzons
Vinzons is een gemeente in de Filipijnse provincie Camarines Norte op het eiland Luzon. Bij de laatste census in 2007 had de gemeente bijna 40 duizend inwoners.

## Geschiedenis
In 1945 werd de naam van de gemeente veranderd van Indan naar Vinzons ter ere van Wenceslao Vinzons, een politicus en guerrillaleider uit de gemeente die in 1942 door de Japanners werd geëxecuteerd na een door hem geleide opstand.

## Geografie

### Topografie
De gemeente Vinzons ligt hemelsbreed 210 kilometer ten westzuidwesten van de Filipijnse hoofdstad Manilla in de provincie Camarines Norte. De gemeente ligt aan de oostkust van het Bicol-schiereiland op negen kilometer afstand van de provinciehoofdstad Daet en 210 kilometer ten zuidwesten van Manilla en wordt behalve door de Grote Oceaan in het oosten, omgeven door de gemeenten Talisay in het zuiden en zuidwesten, Labo in het zuidwesten en Paracale in het noordwesten.

### Bestuurlijke indeling
Vinzons is onderverdeeld in de volgende 19 barangays:
| - Aguit-It - Banocboc - Barangay I - Barangay II - Barangay III - Cagbalogo - Calangcawan Norte - Calangcawan Sur - Guinacutan - Mangcawayan | - Mangcayo - Manlucugan - Matango - Napilihan - Pinagtigasan - Sabang - Santo Domingo - Singi - Sula |

## Demografie
Vinzons had bij de census van 2007 een inwoneraantal van 39.653 mensen. Dit zijn 1.760 mensen (4,6%) meer dan bij de vorige census van 2000. De gemiddelde jaarlijkse groei komt daarmee uit op 0,63%, hetgeen lager is dan het landelijk jaarlijks gemiddelde over deze periode (2,04%). Vergeleken met de census van 1995 is het aantal mensen met 6.471 (19,5%) toegenomen.

De bevolkingsdichtheid van Vinzons was ten tijde van de laatste census, met 39.653 inwoners op 141,43 km², 280,4 mensen per km².